# Luxwing
Luxwing ist eine maltesische Charterfluggesellschaft mit Sitz in Birkirkara. Sie bietet Businesscharter, Luxuscharterservice und Aircraft Management an.

## Geschichte
Luxwing wurde von einer Gruppe Piloten der Alitalia und der italienischen Luftwaffe gegründet. Sie war die erste, welche erstmals die „antiturbulenz“ Winglets der amerikanischen Firma Tamarack, mit einer Cessna CitationJet CJ1, verwendet. Luxwing war die erste Gesellschaft, die die neue  Embraer Legacy 600 Praetor erhielt.
Der erste Flug vom Flughafen Bozen nach sechsjähriger Pause im Juni 2021 wurde mit einer De Havilland DHC-8-400 von Luxwing für SkyAlps durchgeführt.

## Flotte
Die Flotte besteht mit Stand  2022 aus 21 Flugzeugen:
- 2 Beechcraft King Air BE-200
- 1 Cessna CE-525A (CITATION JET 2)
- 1 Cessna Citation CE-560-XLS
- 1 Cessna Citation CE-650-VII
- 1 Cessna Citation CE-750
- 4 De Havilland DHC-8-400Q
- 5 Embraer Phenom 100
- 2 Embraer Phenom 300
- 1  Embraer Legacy 600 Praetor
- 1 Gulfstream G150
- 1 Gulfstream G200
- 1 Piaggio P.180 Avanti